# Chile nos Jogos Olímpicos de Verão de 1976
O Chile participou dos Jogos Olímpicos de Verão de 1976 na cidade de Montreal, no Canadá. Nessa edição dos jogos o país não teve medalhistas.